# Bộ Ấp (邑)
Bộ Ấp, bộ thứ 163 có nghĩa là "ấp" là 1 trong 20 bộ có 7 nét trong số 214 bộ thủ Khang Hy.
Trong Từ điển Khang Hy có 350 chữ (trong số hơn 40.000) được tìm thấy chứa bộ này.

## Tự hình Bộ Ấp (邑)

Giáp cốt văn
Kim văn
Đại triện
Tiểu triện

## Chữ thuộc Bộ Ấp (邑)
| Số nét bổ sung | Chữ                                                                  |
| -------------- | -------------------------------------------------------------------- |
| 0              | 邑 阝                                                                |
| 2              | 邓                                                                   |
| 3              | 邔 邕 邖 邗 邘 邙 邚 邛 邜 邝                                        |
| 4              | 邞 邟 邠 邡 邢 那 邤 邥 邦 邧 邨 邩 邫 邬                            |
| 5              | 邭 邮 邯 邰 邱 邲 邳 邴 邵 邶 邷 邸 邹 邺 邻                         |
| 6              | 邼 邽 邾 邿 郀 郁 郂 郃 郄 郅 郆 郇 郈 郉 郊 郋 郌 郍 郎 郏 郐 郑 郓 |
| 7              | 郒 郔 郕 郖 郗 郘 郙 郚 郛 郜 郝 郞 郟 郠 郡 郢 郣 郤 郥 郦 郧       |
| 8              | 部 郩 郪 郫 郬 郭 郮 郯 郰 郱 郲 郳 郴 郵 郶 郷 郸 郹 郺 郻 郼 都    |
| 9              | 郾 郿 鄀 鄁 鄂 鄃 鄄 鄅 鄆 鄇 鄈 鄉 鄊                               |
| 10             | 鄋 鄌 鄍 鄎 鄏 鄐 鄑 鄒 鄓 鄔 鄕 鄖 鄗                               |
| 11             | 鄘 鄙 鄚 鄛 鄜 鄝 鄞 鄟 鄠 鄡 鄢 鄣 鄤 鄥                            |
| 12             | 鄦 鄧 鄨 鄩 鄪 鄫 鄬 鄭 鄮 鄯 鄰 鄱 鄲                               |
| 13             | 鄳 鄴 鄵 鄶 鄷                                                       |
| 14             | 鄸 鄹                                                                |
| 15             | 鄺 鄻 鄼 鄽 鄾                                                       |
| 16             | 鄿 酀 酂                                                             |
| 17             | 酁 酃                                                                |
| 18             | 酄 酅 酆                                                             |
| 19             | 酇 酈                                                                |